# Ksawerów (województwo mazowieckie)
Ksawerów – osada w Polsce położona w województwie mazowieckim, w powiecie siedleckim, w gminie Przesmyki.
W latach 1975–1998 miejscowość należała administracyjnie do województwa siedleckiego.